# L'Île de l'épouvante
Pour les articles homonymes, voir L'Île de l'épouvante (homonymie).
Pour plus de détails, voir Fiche technique et Distribution.
L'Île de l'épouvante, également connu sous le titre Cinq filles dans une nuit chaude d'été (Cinque bambole per la luna d'agosto), est un giallo italien réalisé par Mario Bava et sorti en 1970.
Le film est librement inspiré du roman Dix Petits Nègres d'Agatha Christie paru en 1939. L'intrigue consiste en un groupe de personnes qui se réunissent sur une île isolée pour s'amuser et se détendre. L'un des invités est un chimiste qui a créé un nouveau procédé synthétique révolutionnaire, et plusieurs des industriels présents sont impatients de le lui acheter. Les problèmes commerciaux deviennent sans objet lorsque quelqu'un commence à tuer les participants l'un après l'autre.

## Synopsis
Sur l'île privée de George Sagan, un riche industriel, un groupe de personnes s'est réuni pour un week-end d'évasion ; parmi les invités se trouve le professeur Frick Kruger, un scientifique. La première nuit se passe sans incident, mais Kruger est furieux le lendemain matin de découvrir que Sagan et les autres invités ont organisé le week-end pour le contraindre à vendre sa dernière invention : la formule d'une résine synthétique révolutionnaire, qu'il hésite à divulguer en raison de la mort de son collègue au cours de son invention.
Trud Larsen, la femme de Kruger, a une liaison avec Jill, la femme artiste de Sagan. Nick, l'associé de Sagan, abuse verbalement de sa coquette épouse Marie, mais ne s'oppose pas à ce qu'elle couche avec d'autres hommes, dont Charles, le valet de chambre des Sagan. Sagan est moins un mari pour Jill qu'un chef d'entreprise. Il s'arrange pour qu'elle expose ses peintures et ses œuvres d'art en public et est une source de critiques constantes. Le seul couple heureux est Jack, le collègue de Nick, et sa femme Peggy. Isabelle, la fille adolescente du garde-chasse de Sagan, se trouve également sur l'île ; les parents d'Isabelle sont absents pour des raisons médicales.
Alors que Sagan, Nick et Jack harcèlent Kruger pour obtenir la formule — dont il a secrètement détruit les documents originaux — en lui offrant des chèques d'un million de dollars chacun prélevés sur leurs comptes bancaires suisses, Jill découvre le cadavre de Jacques sur la plage. Ayant déjà envoyé la vedette pour empêcher Kruger de quitter l'île, et la radio étant hors service, Sagan n'a aucun moyen de contacter le continent. Le corps de Jacques est transporté dans un grand congélateur. Le lendemain matin, Sagan se promène seul sur la plage. Trud et Jill, qui marchent main dans la main à proximité, entendent un coup de feu et trouvent le corps de Sagan. Elles s'enfuient pour prévenir les autres. Isabel, la tireuse d'élite, traîne le corps de Sagan jusqu'à la mer.
Alors que les esprits s'échauffent à la suite de la mort apparente et de la disparition de Sagan, les meurtres se multiplient. Peg, debout sur le balcon de sa chambre, est abattue par un assaillant invisible. Jack arrive le premier sur les lieux et accuse Sagan d'être responsable. Puch est retrouvée attachée à un arbre et poignardée à la poitrine. Jill est retrouvée morte dans sa baignoire, les poignets tailladés dans un apparent suicide. Chacun des corps est placé dans le congélateur. Les quatre survivants — Sagan, Jack, Nick et Trud — passent la nuit dans le salon de Sagan. Après s'être disputé avec Trud, Nick s'en va. Le lendemain matin, il est lui aussi retrouvé mort et son corps est placé en chambre froide.
Sagan offre à Trud son chèque pour la formule de Kruger, dont elle révèle qu'elle existe toujours sur un microfilm, et découvre un bateau à moteur précédemment caché qui les emmènera sur le continent. Alors qu'il retourne à la maison pour se ravitailler, Jack le confronte et lui révèle qu'il a tué tout le monde, à l'exception de Sagan, pour voler leurs chèques ; il a également tué Peg pour avoir failli découvrir son plan. Jack l'abat. Confrontée à lui dans le congélateur, Trud lui propose de lui donner la formule en échange de son chèque ; pendant la remise, ils se tirent dessus simultanément ; Trud meurt la première. Isabel vole le chèque et la formule, mais pas avant que Jack, en fin de vie, ne tente de l'arrêter.
Quelque temps plus tard, Isabel, désormais riche, rend visite à Kruger en prison, où il attend d'être exécuté pour le meurtre de son collègue, le découvreur légitime de la résine. Isabel affirme qu'elle aime Sagan et qu'elle a décidé de le sauver en le rendant inconscient à l'aide d'une pastille de thiopental sodique, du type de celles que son père utilisait pour tranquilliser les animaux, mais qu'elle ignorait les propriétés de sérum de vérité du thiopental, ce qui a conduit Sagan à avouer le meurtre de son collègue aux autorités. Isabel révèle qu'elle est ruinée, ayant encaissé et dépensé les chèques de George et de Jack, mais pas celui de Nick dont elle ne connaît pas le numéro de compte. Conscient de son destin inéluctable et reconnaissant envers elle, Sagan donne le numéro à Isabelle, qui part joyeusement en demandant à son chauffeur de la conduire à Lausanne.

## Fiche technique
- Titre original italien : Cinque bambole per la luna d'agosto[1] (litt. « Cinq poupées pour la lune d'août »)
- Titre français : L'Île de l'épouvante ou Cinq filles dans une nuit chaude d'été[2]
- Titre québécois : Cinq filles dans une nuit chaude d'été
- Réalisation : Mario Bava
- Scénario : Mario Di Nardo
- Photographie : Antonio Rinaldi et Mario Bava (non crédité)
- Montage : Mario Bava
- Musique : Piero Umiliani
- Effets spéciaux : Mario Bava
- Décors et costumes : Giulia Mafai (it)
- Maquillage : Oretta Melaranci
- Production : Luigi Alessi, Mario Bregni, Pietro Bregni, Alfonso Cucci, Rodolfo Martello
- Société de production : Produzioni Atlas Consorziate
- Pays de production :  Italie
- Langue originale : italien
- Format : Couleurs par Eastmancolor - 1,85:1 - Son mono - 35 mm
- Genre : giallo
- Durée : 88 minutes
- Dates de sortie : 
  - Italie : 14 février 1970
  - France : 22 novembre 1972

## Distribution
- William Berger : le professeur Frick Kruger (Gerry Farrell dans d'autres versions)
- Ira von Fürstenberg : Trud Larsen (Trudy Farrell)
- Edwige Fenech : Puch Chaney (Marie Chaney)
- Maurice Poli : Nick Chaney
- Renato Rossini (sous le nom de « Howard Ross ») : Jack Terrison (Jack Davidson)
- Helena Ronee : Peg Terrison (Peggy Davidson)
- Teodoro Corrà : George Sagan (George Stark)
- Ely Galleani : Isabel
- Edith Meloni : Jill Stark
- Mauro Bosco (it) : Jacques (Charles)

## Production

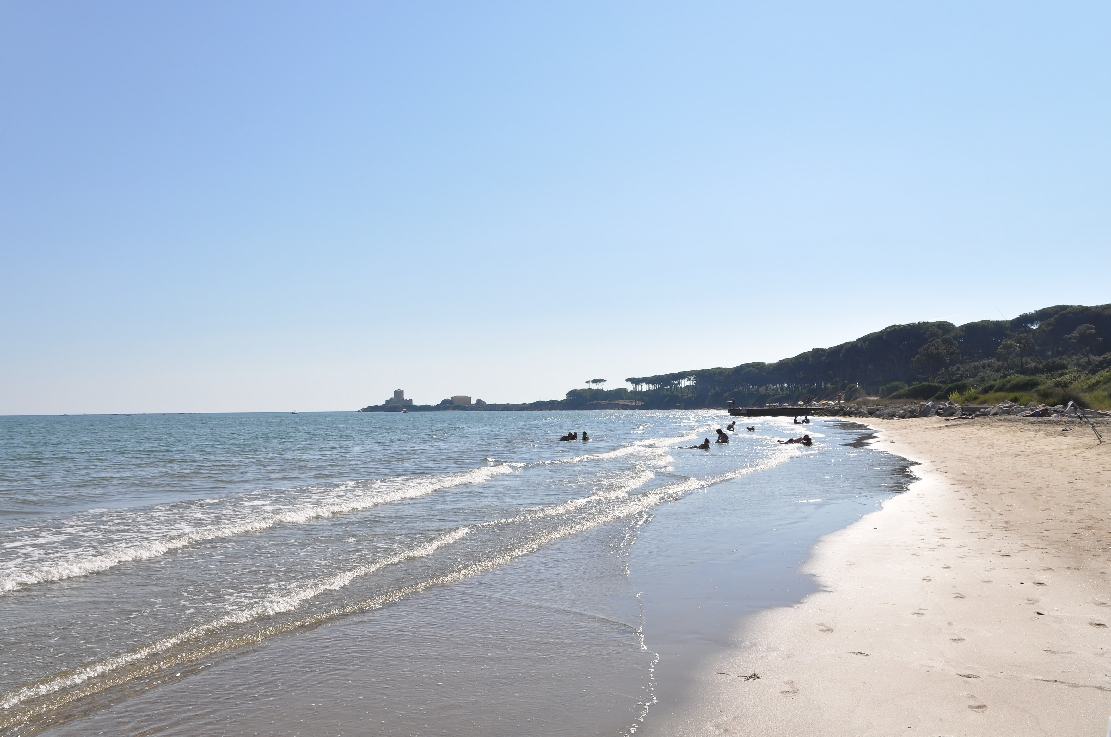
La plage de Torre Astura, lieu de tournage du film.

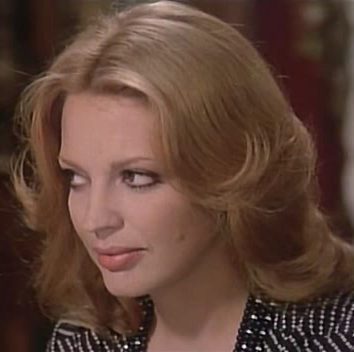
Ira von Fürstenberg interprète Trud Larsen.

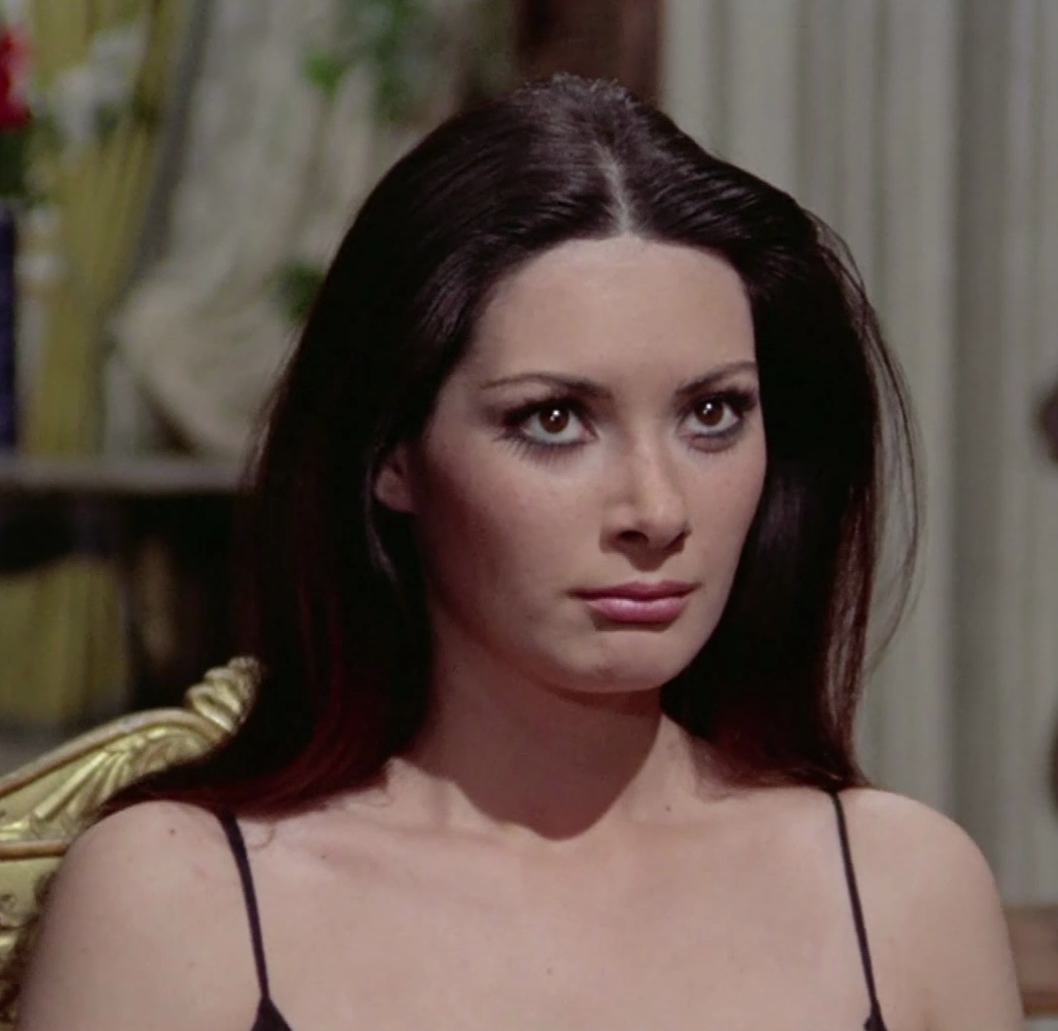
Edwige Fenech interprète Puch Chaney.

Produzioni Atlas Consorziate a acheté le scénario de L'Île de l'épouvante à Mario Di Nardo avec l'intention d'en faire un film pour l'actrice Edwige Fenech, bien que la publicité initiale ait plutôt mis l'accent sur la princesse Ira von Fürstenberg (qui était l'un des principaux investisseurs du film). Le film a perdu son réalisateur quelques jours avant le début du tournage, ce qui a conduit les producteurs Mario et Pietro Bregni à faire appel à Mario Bava pour reprendre le flambeau. Bien qu'il n'y ait aucune trace de l'identité du réalisateur original, le biographe de Mario Bava, Tim Lucas, estime qu'il s'agit probablement de Guido Malatesta. Bava était très réticent à accepter le projet, car il estimait que le scénario était une mauvaise copie du roman d'Agatha Christie Dix Petits Nègres, mais il a accepté de le faire à condition d'être payé d'avance. Il est d'autant plus consterné que, lors de la réunion au cours de laquelle on lui présente le contrat du film, les Bregni lui expliquent que le départ du réalisateur original est si tardif que les acteurs et l'équipe technique ont déjà été choisis et que le tournage doit commencer dans deux jours seulement, ce qui ne lui laisse pas le temps de retravailler le scénario.
Cependant, en plus d'insister sur l'utilisation de son équipe de tournage habituelle (dirigée par Antonio Rinaldi), Bava a apporté deux changements importants au scénario du film : il a placé les cadavres dans des sacs en polyéthylène à l'intérieur d'un congélateur (le scénario de di Nardo les plaçait dans des tombes souterraines avec des pierres tombales en forme de croix) et il a ajouté le rebondissement de la fin avec Kruger et Isabel.
Le budget du film était si faible que la plupart des acteurs ont dû porter leurs propres vêtements. L'extérieur de la maison Stark était une peinture sur cache peinte par Bava lui-même, tandis que l'intérieur était une vraie maison de plage située non loin de la plage où de nombreuses scènes ont été filmées, dans la réserve naturelle régionale Tor Caldara et Torre Astura, là où certaines scènes du Corps et le Fouet avaient déjà été tournées en 1963. Le tournage a été éprouvant : « Nous avons travaillé dans des conditions épouvantables. C'était en octobre, il faisait terriblement froid, et presque toutes les scènes se déroulaient sur la plage, comme si c'était l'été ». L'Île de l'épouvante est le seul film où Bava a dû faire le montage entièrement par lui-même.

## Bande originale
La bande originale a été composée par Piero Umiliani et l'album correspondant a été publié pour la première fois en 1971 par Cinevox Records, qui a continué à le rééditer au fil des ans.

### Album
Face A
1. Cinque bambole (versione coro) – 3:32
2. Luna d'agosto – 2:36
3. Danza primitiva – 2:45
4. Danza Jazz Moon – 2:26
5. Danza Citar Free – 1:36
6. Notte di luna – 2:41
7. Fantoccio grottesco – 1:00

Durée totale : 16:36
Face B
1. Luna d'agosto (organo solo) – 2:34
2. Bambola omicida – 2:18
3. Interludio azzurro – 2:35
4. Interludio giallo – 1:32
5. Cinque bambole rosa (organo e ritmi) – 2:23
6. Cinque bambole azzurre (vers. cembalo) – 3:53
7. Luna di pieno agosto (vers. coro) – 2:24

Durée totale : 17:39

## Exploitation
Lancé le jour de la Saint-Valentin 1970, L'Île de l'épouvante a été un échec commercial en Italie.

### Accueil critique
Selon Il Mereghetti, « Mario Bava recourt à l'esthétique de la bande dessinée... il se délecte de la mise au pilori de l'égoïsme humain ».